# Artem Harutiunian
Artem Harutiunian (in armeno Արտեմ Հարությունյան?; Erevan, 13 agosto 1990) è un pugile armeno naturalizzato tedesco.

## Palmarès
Tutte le medaglie sono state conquistate in rappresentanza della Germania.

### Olimpiadi
- 1 medaglia:
  - 1 bronzo (Rio de Janeiro 2016 nei superleggeri)

### Europei dilettanti
- 1 medaglia:
  - 1 bronzo (Minsk 2013 nei pesi superleggeri)